# Czarna śmierć (film 2010)
Czarna śmierć (ang. Black Death) – brytyjsko-niemiecki horror z 2010 roku w reżyserii Christophera Smitha. 

## Fabuła
W trakcie epidemii czarnej śmierci w Anglii młody mnich Osmund (Eddie Redmayne), w towarzystwie rycerza Ulricha (Sean Bean) i jego ludzi, wyrusza do odległej wsi, by zbadać doniesienia o przypadkach nekromancji. 

## Obsada
- Eddie Redmayne jako Osmund
- Sean Bean jako Ulrich
- John Lynch jako Wolfstan
- Carice van Houten jako Langiva
- Tim McInnerny jako Hob
- Kimberley Nixon jako Averill
- Andy Nyman jako Dalywag
- David Warner jako Opat
- Johnny Harris jako Mold
- Tygo Gernandt jako Ivo
- Jamie Ballard jako Griff
- Johnny Harris jako Mold

## Produkcja
Zdjęcia kręcono na terenie Niemiec w następujących lokalizacjach: Blankenburg i Querfurt (Saksonia-Anhalt), Torgelow (Meklemburgia-Pomorze Przednie) oraz w Zehdenick (Brandenburgia).